# Henry Somerset, 6:e hertig av Beaufort
Henry Charles Somerset, 6:e hertig av Beaufort, född den 22 december 1766, död den 23 november 1835 på Badminton House i Gloucestershire, var en brittisk parlamentsledamot.

## Biografi
Henry Somerset var äldste son till Henry Somerset, 5:e hertig av Beaufort.
Han fick en gedigen utbildning vid Westminster School och Trinity College, Oxford. 1788 utnämndes han till parlamentsledamot (MP), en post som han innehade till 1803, då han efterträdde sin far som hertig. Han fungerade också, som fadern, som lordlöjtnant över bland annat Monmouthshire och Gloucestershire till sin död. År 1805 utnämndes han till riddare av Strumpebandsorden. Han medverkade också vid kröningen av Vilhelm IV av Storbritannien i Westminster Abbey 1831, då han bar drottning Adelaides krona.
Enligt en samtida uppfattades han av många som en "generös man, enkel och rättfram i sitt tal, en man att lita på, mycket trevlig och välvillig i sitt sätt".

### Familj
Henry Somerset gifte sig 1791 i London med lady Charlotte Sophia Leveson-Gower (1771–1854), dotter till Granville Leveson-Gower, 1:e markis av Stafford. Tillsammans fick de 12 barn, däribland:
- Henry Somerset, 7:e hertig av Beaufort (1792–1853)